# 上烏拉爾斯克
53°52′37″N 59°12′38″E / 53.8769°N 59.2106°E
上烏拉爾斯克（俄语：Верхнеура́льск）是俄羅斯車里雅賓斯克州西部的一個城市。2010年人口10,300人。

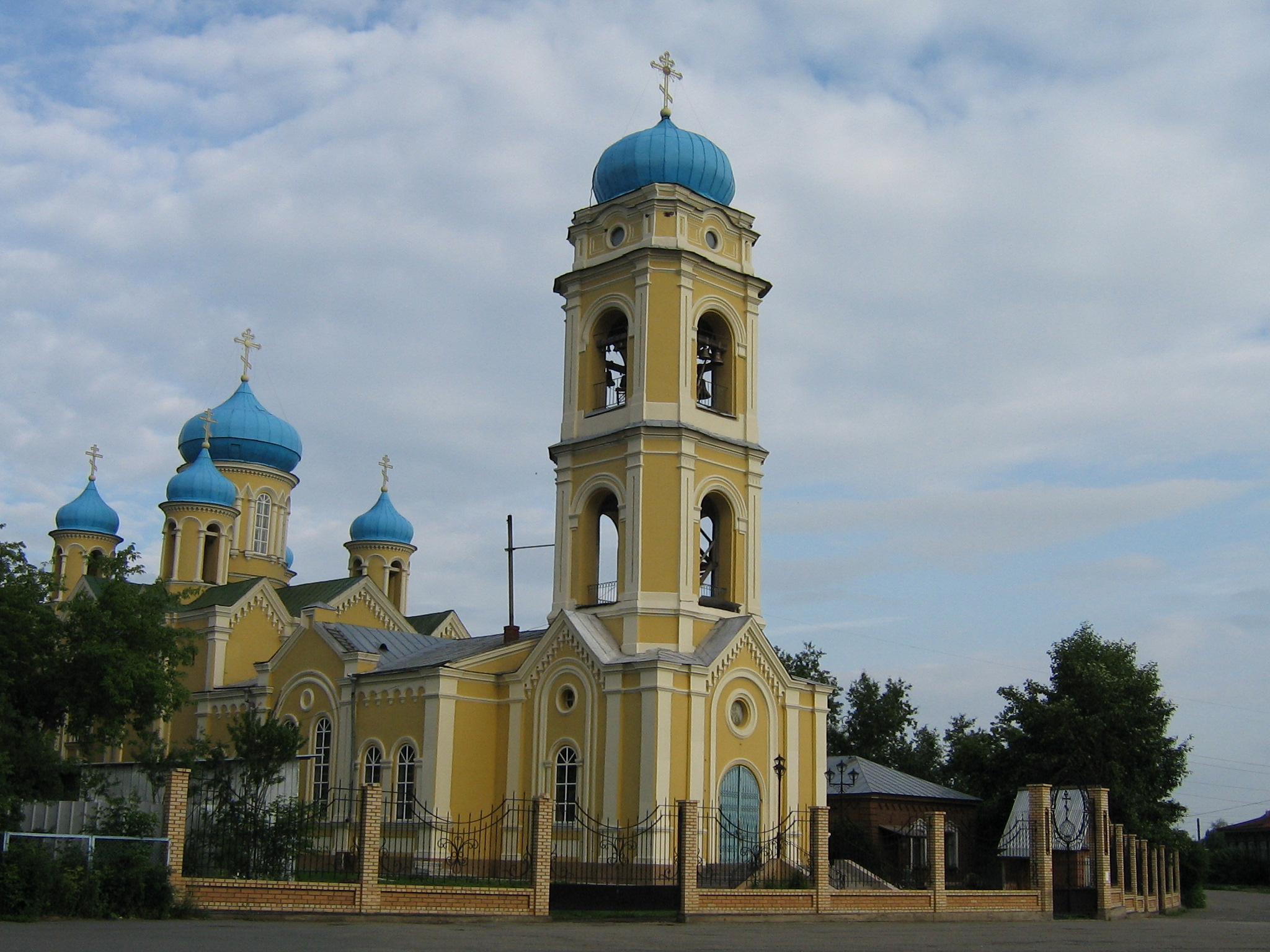

1734年建城。1781年設市。

## 链接
- 照片上烏拉爾斯克（页面存档备份，存于）